# Anselmo da Conceição

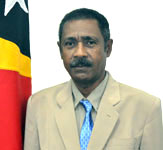
Anselmo da Conceição

Anselmo da Conceição, Kampfname Ratu (* 3. Januar 1957 in Luro, Portugiesisch-Timor) ist ein Politiker aus Osttimor und Mitglied der Partei Congresso Nacional da Reconstrução Timorense (CNRT).
Conceição hat die Sekundärstufe der Schule abgeschlossen. Von 2012 bis 2017 war er Abgeordneter des Nationalparlaments Osttimors und Mitglied der Kommission für Ethik. Bei den Wahlen 2017 wurde Conceição nicht mehr auf der Wahlliste des CNRT aufgestellt und schied damit aus dem Parlament aus.
2017 war Conceição Vize-Vorsitzender der Kristal Foundation, die das Instituto Superior Cristal (ISC) betreibt.
Conceição ist Träger des Ordens Nicolau Lobato.